# Dorota Gawron
Dorota Gawron (ur. 9 grudnia 1983 w Częstochowie) – polska modelka i fotomodelka, I vice Miss Polonia 2006, Miss Bałtyku i Skandynawii (2007), reprezentantka Polski na konkursie Miss Universe w Meksyku i Miss International w Japonii.
Absolwentka stosunków międzynarodowych, dziennikarstwa i psychologii reklamy na Uniwersytecie Warszawskim.
W latach 2005–2008 pracowała w sekretariacie Prezesa Zarządu Telewizji Polsat – Zygmunta Solorz-Żaka.
W latach 2009–2012 redaktor naczelna ogólnopolskiego magazynu o modzie ślubnej "Ślub Marzeń".
Współprowadziła także programy kulturalno-rozrywkowe w Telewizji Superstacja.
W latach 2012–2018 rozwijała własną markę odzieżową dla kobiet DOROTHE.
Stypendystka programu mentoringowego dla kobiet –  Vital Voices w Warszawie (edycja 2014), programu Leonardo da Vinci dla kobiet z przemysłu kreatywnego oraz Priority Area Culture w Sztokholmie dla wybranych projektantów mody z Polski.
Absolwentka gender studies na IBL PAN.

## Kariera
- sierpień 2006 – zdobyła tytuł I wicemiss Miss Polonia[1]
- wrzesień 2006 – wygrała konkurs Miss Bałtyku i Skandynawii[2]
- maj 2007 – reprezentowała Polskę w finale konkursu Miss Universe w Meksyku[3]
- październik 2007 – reprezentowała Polskę w konkursie Miss International w Japonii
- listopad 2007 – okładka Playboya
- grudzień 2017 – świąteczna okładka "Claudii"